# Rage Against the Machine
Rage Against the Machine, også kendt som RATM, er et amerikansk rap metal band fra Los Angeles, Californien. Bandet blev dannet i 1991 og består af rapper/forsanger Zack de la Rocha, bassist og støttevokalist Tim Commerford, guitarist Tom Morello og trommeslager Brad Wilk. De fik inspiration fra tidlig heavy metal instrumentering, samt rap navne som Afrika Bambaataa, Public Enemy, Beastie Boys og det hollandske crossover band Urban Dance Squad.
Rage Against the Machine er kendt for deres radikale tekster, der har placeret bandet på USA's yderste venstrefløj. Bandet har endvidere haft en høj politisk aktivistisk profil, og har ført en række kampagner, bl.a. til fordel for underbetalte fabriksarbejdere og imod krigen i Irak. Deres hang til protester blev særligt tydelig i 1996, da bandet skulle spille i tv-udsendelsen Saturday Night Live. Her forsøgte de at gennemføre showet med to omvendte amerikanske flag spændt fast på deres forstærkere, som et antipatriotisk symbol. Desuden er de gået aktivt ind i politiske sager, f.eks. modstanden mod fængslingen af den amerikanske indianeraktivist Leonard Peltier og fængslingen mod Black Panther-aktivisten Mumia Abu-Jamal.
Bandet gik i opløsning i oktober 2000 efter fire studiealbum. Bandets medlemmer bortset fra Zack de la Rocha spillede herpå blandt andet sammen med Chris Cornell i Audioslave, som dog gik i opløsning i 2007 kort før gendannelsen af Rage Against the Machine. Rocha var temmelig tavs i årene efter år 2000, men startede i 2008 sit musikprojekt One Day as a Lion. På verdensplan har bandet solgt 16 millioner album.

## Biografi

### Historie
Rage Against The Machine har igennem deres ni år lange eksistens udgivet fire albums. Gruppen var fra start meget politisk, hvilket tydeligt kan ses i alle deres tekster, hvor kritikken blandt andet rettes mod den amerikanske højrefløj. Deres radikale venstre-fløjspolitiske holdninger bliver også udtrykt ved utallige interviews og bandets deltagelse i politiske protester (demonstrationer mm.). Forsanger Zack de la Rocha, har en meget speciel vokal, som kan karakteriseres som en aggressiv rap-vokal, inspireret af blandt andet Chuck D fra Public Enemy.
Tre af de fire medlemmer (Tom Morello, Tim Commerford og Brad Wilk) tog i 2001 med den tidligere Soundgarden forsanger, Chris Cornell og dannede bandet Audioslave der udgav deres første album af samme navn i 2002, og siden har udgivet album "Out Of Exile" i maj 2005 og "Revelations" i 2006, men er nu opløst.

Rage Against The Machine blev opløst i år 2000, efter af forsangeren Zack de la Rocha havde udtalt: 

I feel that it is now necessary to leave Rage because our decision-making process has completely failed. It is no longer meeting the aspirations of all four of us collectively as a band, and from my perspective, has undermined our artistic and political ideal.

Den 22. januar 2007 blev det bekræftet at Rage Against The Machine var blevet genforenet, og det resulterede i 49 koncerter verden over.

## Diskografi

### Albums
| År   | Titel                     | Pladeselskab | Hitlisteplacering       | Salg |
| 1992 | Rage Against the Machine  | Epic Records | U.S. #45, UK #17        |      |
| 1996 | Evil Empire               | Epic Records | U.S. #1, UK #4          |      |
| 1999 | The Battle of Los Angeles | Epic Records | U.S. #1, UK #23, DK #19 |      |
| 2000 | Renegades                 | Epic Records | U.S. #14, UK #71        |      |